# Pierre de Spas
La Pierre de Spas (également pierre du Diable, pierre de Sokoliv, pierre de Sokol, pierre de Sokil) est un monument géologique créé par la nature, situé dans l'oblast de Lviv, en Ukraine. Il est constitué d'un groupe de rochers formés par l'érosion.

## Description
Les rochers sont situés au sud du village de Spas (Raïon de Sambir, Oblast de Lviv), sur une colline boisée près du rivière Dniestr.
La superficie de la zone protégée est de 5,5 hectares. Le statut de protection date de 1984 (sous le nom de « Roc ‹ Pierrre de Sokoliv › – les vestiges du grès Yamnenska » (résolution du 9 octobre 1984, № 495, du Conseil régional de Lviv). Il s'agit de préserver un objet géologique intéressant, les restes du grès Yamnenska.
Les rochers ont été formés par la séparation des grès relativement durs des couches de roches tendres à la suite de l'érosion (destruction des roches par le vent, l'eau, la fluctuation des températures). Le site de Spas n'est pas constitué d'une seule pierre mais de trois pierres, dont la plus haute mesure 24 mètres de haut.

## Légende
Selon la légende, des gens aimables et pacifiques y vivaient autrefois, s'aidant toujours les uns les autres. Des moines d'un monastère voisin y contribuaient également. Cela ne plaisait évidemment pas au diable, qui décida de détruire le monastère et le village de Spas (que l'on peut traduire par « Sauveur »), au nom diaboliquement détesté. Dans ce but, l'impur trouva une pierre dans un pays lointain et la transporta dans le village de Spas. Cette nuit-là, un moine du monastère fit un rêve prémonitoire et se mit à prier avec ferveur pour conjurer le mauvais sort. Cela aida : lorsque le diable se trouva à proximité du village, le jour se leva et les coqs se mirent à chanter. Le diable, qui avait perdu ses forces, jeta une pierre et s'enfuit loin dans les Carpates. Depuis, la pierre se trouve à l'orée du village de Spas.

## Galerie

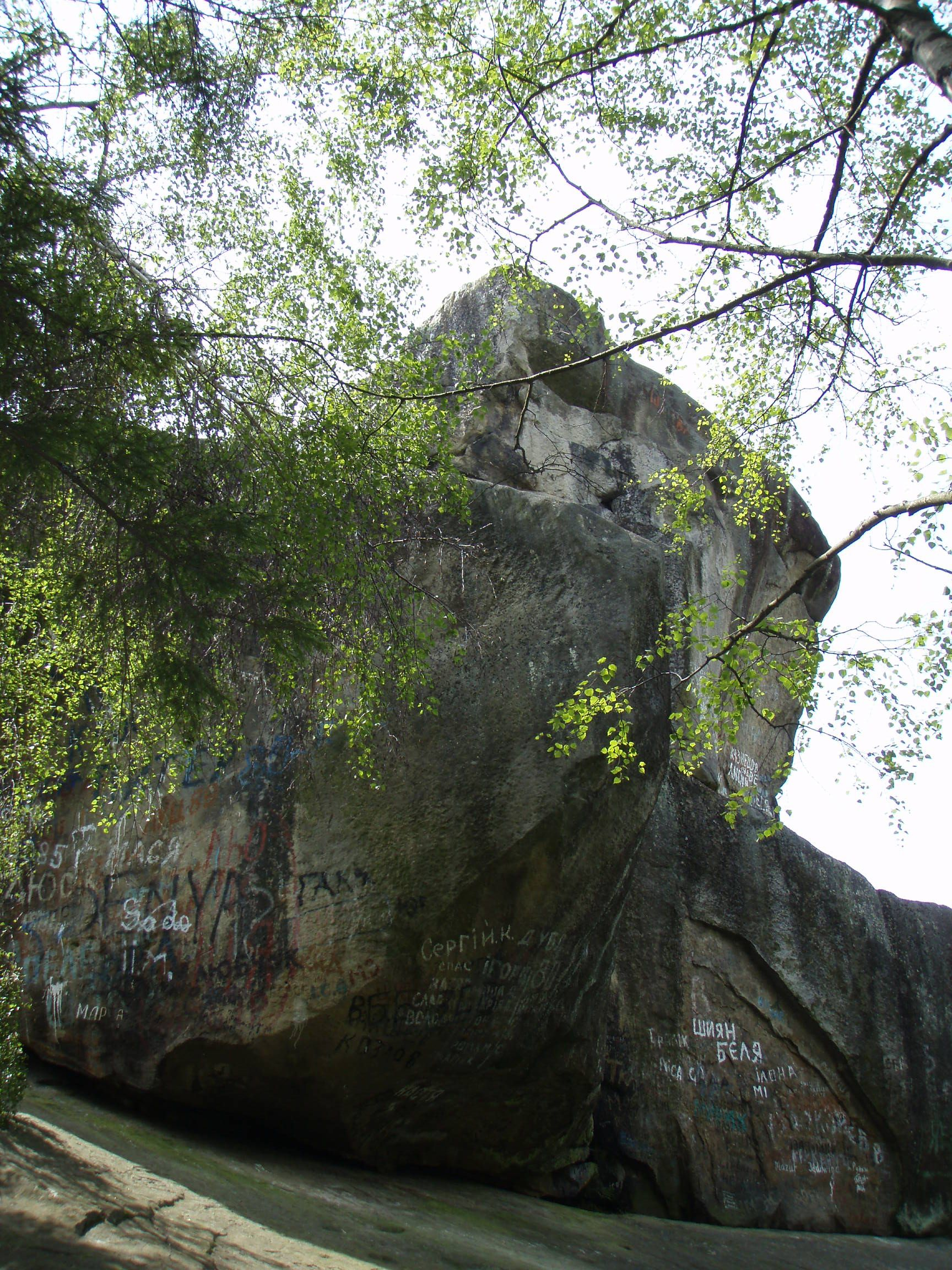
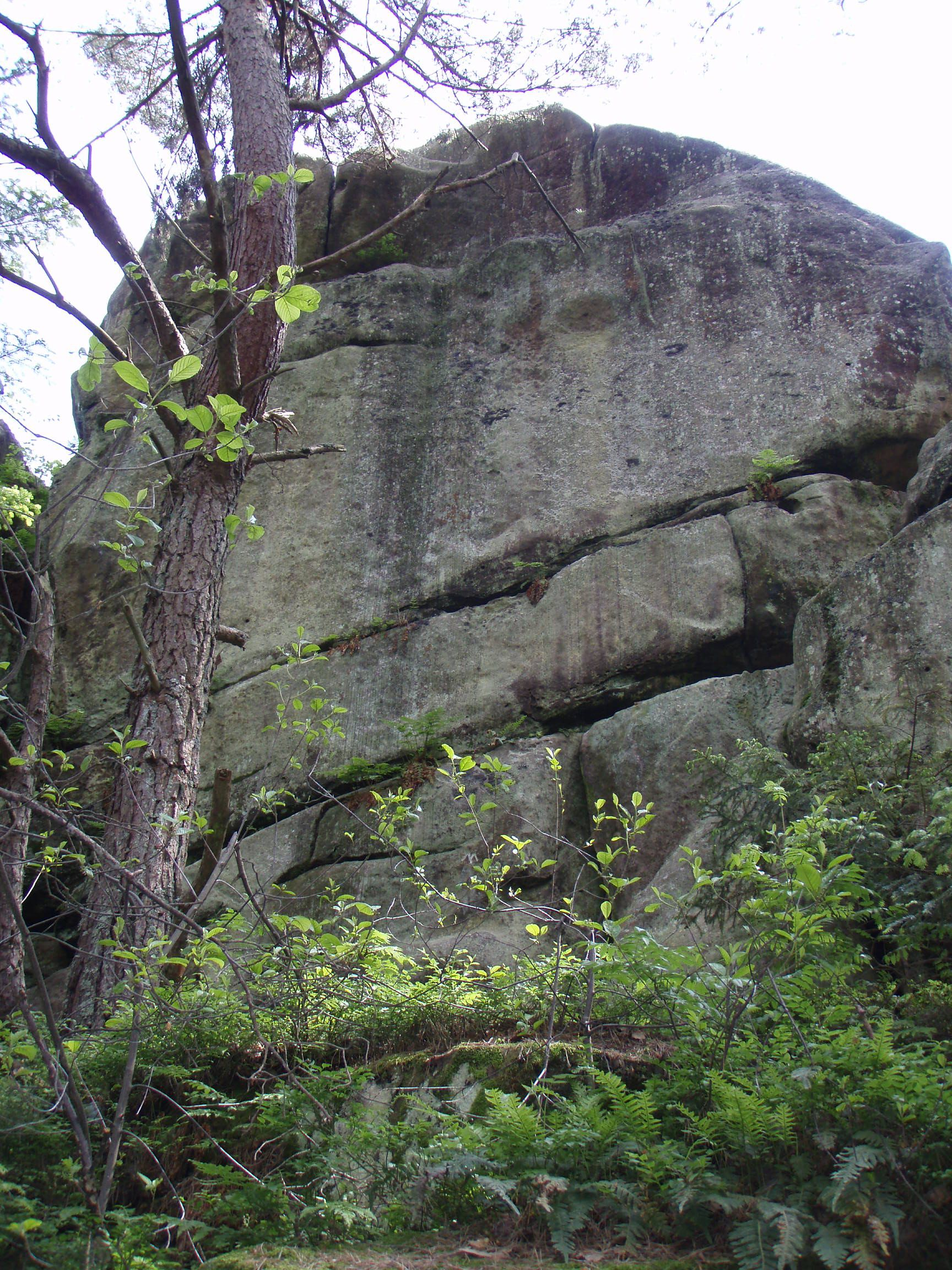
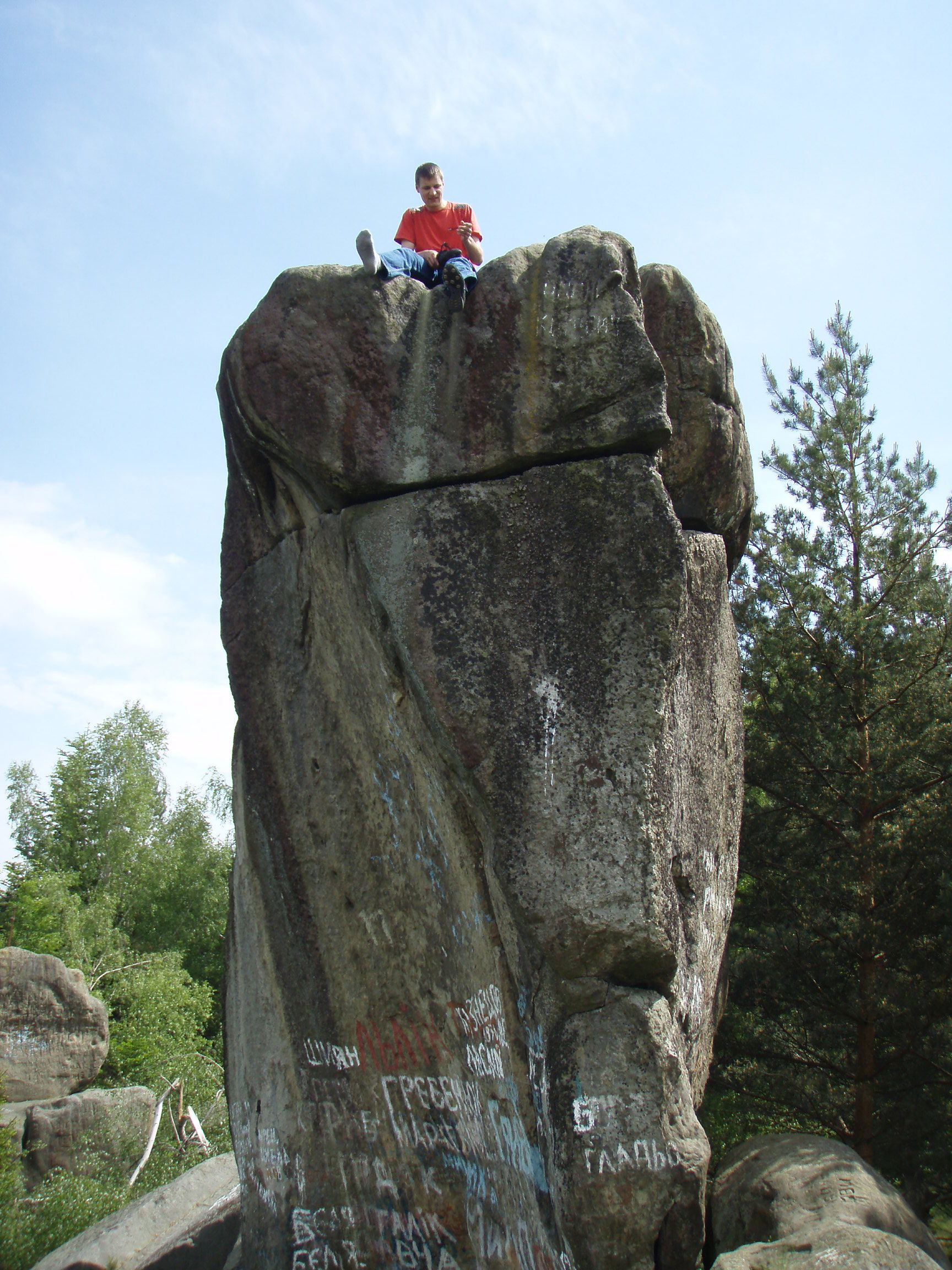
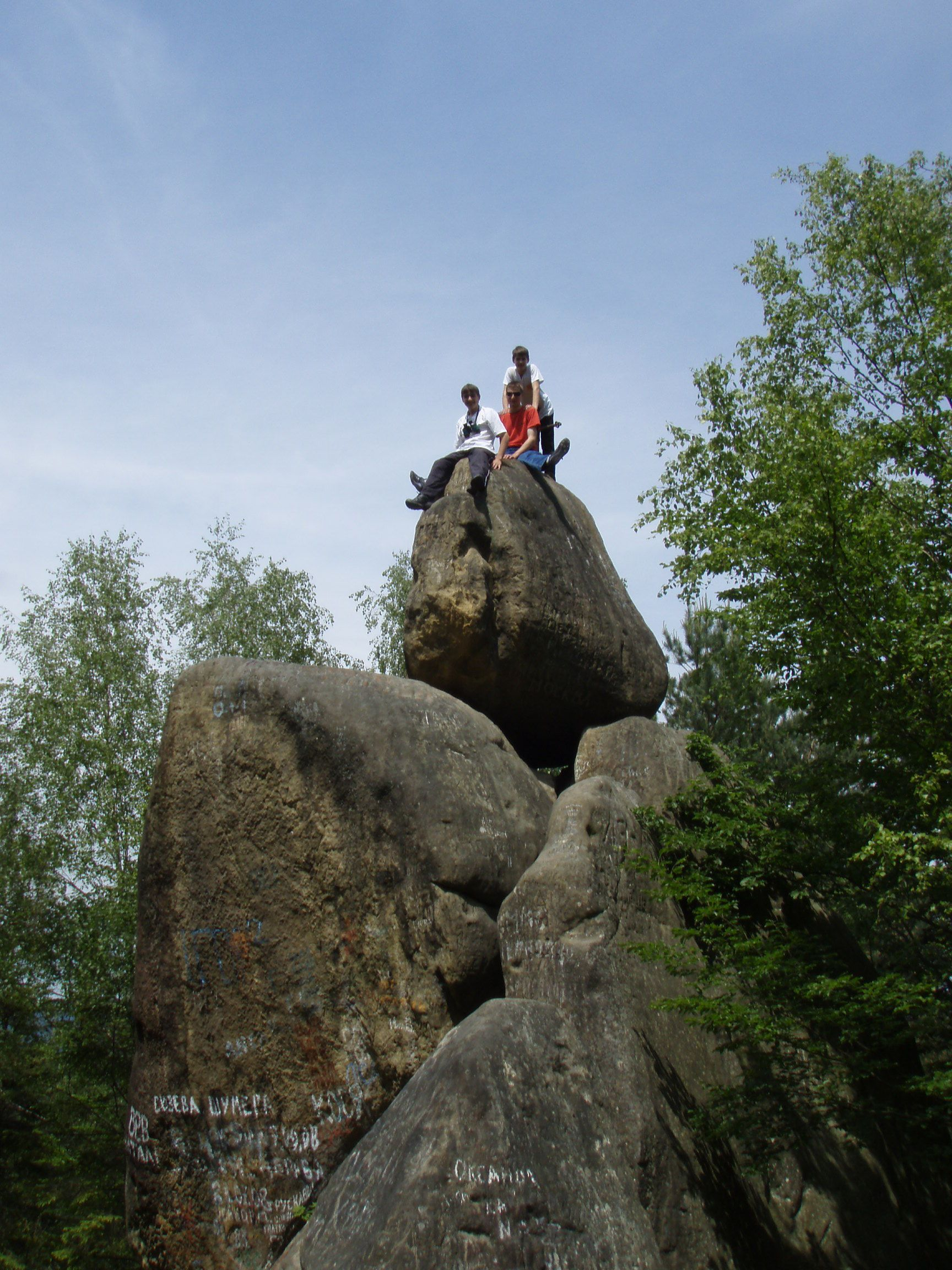